# L'Aiguillon
L'Aiguillon är en kommun i departementet Ariège i regionen Occitanien i södra Frankrike. Kommunen ligger  i kantonen Lavelanet som ligger i arrondissementet Foix. År 2022 hade L'Aiguillon 375 invånare.

## Befolkningsutveckling
Antalet invånare i kommunen L'Aiguillon
Referens: INSEE